# (21337) 1997 BN9
1997 بي أن 9 (ويعرف أيضًا باسم (21337) 1997 بي أن 9 وفق تسمية الكوكب الصغير) (بالإنجليزية: 1997 BN9)‏ هو كويكب ضمن حزام الكويكبات؛ وترتيبه 21337 من حيث الاكتشاف.
اكتُشف هذا الجُرم الفلكي بواسطة Andrea Boattini ‏ في 17 يناير 1997.

## وصلات خارجية
- (21337) 1997 BN9 في قاعدة بيانات مختبر الدفع النفاث لأجرام النظام الشمسي الصغيرة

- الاكتشاف · مخطط المدار ·  العناصر المدارية · المعلمات المادية

- (21337) 1997 BN9 على موقع ويكي سكاي: DSS2, SDSS, GALEX, IRAS, Hydrogen α, X-Ray, Astrophoto, Sky Map, Articles and images